# Tove Lindbo Larsen
Tove Kirsten Lindbo Larsen, född Karlsen den 25 december 1928 i Köpenhamn, död 29 september 2018, var en dansk lärare och socialdemokratisk politiker. Hon var folketingsledamot 1971–1973, 1977–1987 och 1988–1998.

## Uppväxt och tidig karriär
Tove Lindbo Larsen växte upp i Frederiksberg som dotter till direktören Angelo Karlsen och Laurine Nielsen. Efter realexamen arbetade hon som kontorsbiträde fram till 1949. Därefter läste hon till hushållslärare på Suhrs seminarium. Inspirerad av sin lärare, konsumentrådsordförande och tillika handelsminister Lis Groes, kom hon att engagera sig i samhälls- och konsumentfrågor. Efter hushållslärarexamen 1951 var hon lärare på Mariaforbundets husholdningsskole fram till 1953 och därefter konsult för Frederiksbergs kommun fram till 1956 och dietkonsult på Rigshospitalets barnavdelning 1958–1961. Hon undervisade sedan på deltid på flera olika skolor, däribland N. Zahles Seminarium 1958–1971 och Københavns Fagskole for Plejepersonale 1967–1971.
Tove Karlsen gifte sig 1953 med ingenjören Verner Lindbo Larsen, vars far Marinus Larsen var socialdemokratisk politiker och folketingsledamot. Även Verner Lindbo Larsen var medlem i Socialdemokraterne och i många år ordförande för ingenjörerna i Jernbaneforeningen. Makarna Lindbo Larsen fick tillsammans två barn: Jens (1959) och Niels (1961).

## Fackligt och politiskt arbete
Tove Lindbo Larsen hade många förtroendeuppdrag inom konsumentrörelsen och fackföreningsrörelsen. I den förra var hon engagerad både på lokal och på nationell nivå. Hon blev styrelsemedlem i Hovedstadens Brugsforening (HB) 1969 och, som enda kvinna, styrelsemedlem i Fællesforeningen for Danmarks Brugsforeninger (FDB) 1972–1981. Hon var även vice ordförande för den sistnämnda 1978–1981. I FDB var hon delaktig i arbetet med att formulera en ny kund- och varupolitik. Bland övriga organisationer inom konsumentrörelsen där hon hade förtroendeuppdrag var Forbrugerrådet, Statens Levnedsmiddelråd och Monopolrådet. Inom arbetarrörelsen var Lindbo Larsen i många år representant för Arbejdernes Oplysningsforbund (AOF) i Statens Husholdningsråd 1968–1981. Hon var även ordförande för Husholdningslærerforeningen 1973–1979, där hon arbetade för att organisera den spridda gruppen av hushållslärare i Statstjenestemændenes Centralorganisation, Lærernes Centralorganisation och Fællesrådet for danske Tjenestemands- og Funktionærorganisationer. Hon bidrog även till att det upprättades en arbetslöshetskassa. Åren 1976–1979 var hon ordförande för Nordisk Samarbejdskomité for Husholdningsundervisning och arbetade för att det skulle upprättas en gemensam nordisk vidareutbildning inom hushållning, vilket inte gick igenom. Hon lyckades dock med arbetet om att införa en auktoriserad dietistutbildning. 
Tove Lindbo Larsen var under många år aktiv i den finansiella koncernen Sparekassen Bikuben. Hon var medlem av koncernens inspektionsråd i Köpenhamn och i koncernens representantskap 1976–1981. I den senare var hon dessutom vice ordförande 1980–1981. Hon var också mycket engagerad i organisationen Pensionisternes Samvirke, som tar sig an pensionärernas intressen. Hon var ordförande för organisationens Köpenhamnsavdelning 1969–1975 och vice ordförande för den landstäckande delen 1966–1978. 1978–1981 var hon ordförande.
Tove Lindbo Larsen blev medlem av Socialdemokraterne 1953 och blev styrelsemedlem i partiets väljarförening i Frederiksberg 1956–1963 och sedan i väljarföreningen i Valbykretsen i Köpenhamn 1964–1971. Hon blev även ordförande för Socialdemokratiske Kvinder på Frederiksberg 1956–1963 och ordförande för Socialdemokratiske Kvinders Fællesudvalg i Köpenhamn 1966. Den senare var ett gemensamt organ för de olika kvinnogrupperna i Köpenhamn som var knutna till Socialdemokraterne. Hon förblev ordförande fram till 1969, då dessa kvinnogrupper lades ned efter beslut från Socialdemokraternes partikongress. Under samma period var Lindbo Larsen medlem i verksamhetsutskottet för Köpenhamns socialdemokratiska avdelning. Lindbo Larsen ställde upp som kandidat till Folketinget i Vestre Storkreds (valkrets) och blev invald 1971. Hon fick lämna ifrån sig sitt mandat igen 1973 efter att Socialdemokraterne hade tappat hela 24 mandat i det så kallade jordskredsvalet. Hon lämnade valkretsen och ställde inte upp vid valet 1975. Hon lyckades dock bli invald igen 1977, efter att partiet hade tagit tillbaka ytterligare 12 mandat och hon hade bytt valkrets samma år (Søndre Storkreds), och satt då i Folketinget oavbrutet fram till 1987. Under denna tid var hon styrelsemedlem i Socialdemokraternes folketingsgrupp 1978–1981 respektive 1982–1987. Hon var även ordförande i näringsutskottet 1979–1981.

## Kyrkominister och Grönlandsminister
Efter att partikollegan Jørgen Peder Hansen, som var kyrkominister och Grönlandsminister i fyra av Anker Jørgensens regeringar, lämnade regeringen 1981 för att bli dansk generalkonsul i Flensburg efterträddes han av Tove Lindbo Larsen. Att valet föll på henne, speciellt som efterträdare till Grönlandsministerposten, kom sig av att hon vid tidpunkten var medlem av folketingets Grönlandsutskott. Hennes tid som minister kännetecknades av att det inte uppstod några större konflikter mellan henne själv, ministerierna och dem som lydde under dessa. I Danmark har kyrkoministerposten annars varit en post där det inte har varit ovanligt att ministern kommit på kant med exempelvis biskoparna. Däremot uppstod det oenigheter mellan henne och Kristeligt Folkeparti, då hon avslog Det Danske Bibelselskabs ansökan om pengar till en ny översättning av det Gamla Testamentet. Dessa kunde dock genomföra översättningen efter att undervisnings- och kulturministeriet gav klarteckten till att överskott från den statliga lotteriverksamheten skulle finansiera projektet. Hon väckte även ett visst uppseende då hon trotsade biskopen av Helsingørs Stift och dennes rekommendation av prost. Istället valde hon sockenprästen Poul Falk Hansen, som var en framträdande socialdemokrat och tidigare folketingsmedlem. Hon fick dock stöd av ett flertal i Folketinget för sitt val av prost. Värt att nämna är att Tove Lindbo Larsen, till skillnad från många av sina föregångare, inte har hade någon erfarenhet av att arbeta i kyrkofullmäktige. Hon efterlyste dock ett större, folkligt och lokalt engagemang och medbestämmande i folkkyrkan och att fler unga ställer upp i kyrkoarbetet.
Bland de förändringar som kan tillskrivas Lindbo Larsen är den ännu gällande lagändringen av lagen om den danska folkkyrkans löneväsende. Denna går ut på att mötena, där den slutliga räkningen av kyrkans kassor görs, skall vara offentliga och att områden med samma beskattning kan sammankallas till budgetsamråd där varje kyrkofullmäktige inom dessa skulle representeras. En annan förändring var tillkomsten av en ny förteckning över godkända namn, som gavs ut av kyrkoministeriet. Som grönlandsminister fick hon i finansutskottet igenom sitt förslag om att förära Arbejderhøjskolen i Qaqortoq (Julianehåb) med en ny byggnad för inkvartering av uppemot 40 elever. I Danmark upplevdes det vid den tidpunkten en ökning av antalet socialt utsatta grönländare och Lindbo Larsen, i samarbete med Kofoeds Skole (en skola för socialt utsatta), planerade en ökad resocialisation och "hemslussning" av grönländare för att försöka förhindra ytterligare utslagning.

## Fortsatt politiskt arbete
Efter att Tove Lindbo Larsen och den övriga socialdemokratiska regeringen hade avgått blev hon medlem av Folketingets trafikutskott. Hon var även medlem av europautskottet där hon hade sina hjärtefrågor; konsumtion, hälsa och näringsfrågor som sin inriktning. 
Utöver arbetet i Folketinget återvände Lindbo Larsen till några av sina gamla förtroendeposter eller arbetsplatser. Hon återvände till Bikuben, som nu hette Bikuben Invest, och var vice ordförande i dess styrelse 1984–1995. Likaledes återvände hon till Forbrugerrådet, denna gång som representant för AOF (se ovan), och Levnedsmiddelrådet som tidigare hade varit några av hennes många arbetsplatser. Hon återvände 1994 till Pensionisternes Samvirke som dess vice ordförande. Däremot tog hon sig också an nya förtroendeposter, bl.a. som styrelsemedlem för Köpenhamns hamn 1986–1993 och som medlem i representantskapet för KFUM:s Seminarium 1990–1993.
Under den danska valkampanjen om införandet av euron som valuta utmärkte sig Tove Lindbo Larsen, tillsammans med flera ledande socialdemokrater som statsminister Poul Nyrup Rasmussen, Ritt Bjerregaard och Henrik Dam Kristensen, som en stor förespråkare för att euron skulle bli Danmarks nya valuta. Enligt henne var det viktigt att Danmark anslöt sig till eurosamarbetet och var med och utformade EU:s ekonomi och inte endast anpassade sig efter vad andra har bestämt. Hon nämnde också att euron skulle bidra till att begränsa arbetslösheten och bevara den sociala välfärdsmodellen.
1998 till 2002 var Lindbo Larsen medlem i Den Centrale Videnskabsetiske Komité. I november 2010 var hon en av flera betydelsefulla socialdemokratiska politiker som skrev under en vädjan till den socialdemokratiska partitoppen att ta avstånd från den borgerliga regeringens poängteringssystem på invandringsområdet. Från 2002 var hon ordförande för Forhenværende Folketingsmedlemmers Forening och blev den första och hitintills enda i föreningen som blivit vald till ämbetet.
År 2007 framkom det att ett stort antal Folketingspolitiker hade åkt tåg gratis utan att betala skatt på 50 000 danska kronor om året sedan 1994. Denna skatt skulle varje politiker ha betalat för ett gratis tågkort till första klass som alla Folketingsmedlemmar får efter 12 års tjänst. Det visade sig dock att Folketinget hade felinformerat politikerna om att de inte skulle betala någon skatt på kortet. Bland de berörda politikerna fanns Tove Lindbo Larsen, som har suttit i Folketinget i sammanlagt 22 år.